# Boris van Berkum
Boris van Berkum (né le 30 avril 1968) est un artiste néerlandais, originaire de Rotterdam. 
Il a été artiste résident dans plusieurs institutions. De novembre 2006 à aout 2008, il est l'éditeur artistique de Rails Magazine Netherlands.
Il a étudié au lycée Montessori et dans la Willem de Keening Academy à Rotterdam, puis à l'Académie des beaux-arts de Prague. Il a travaillé comme caricaturiste puis comme artiste de performance sous le nom de DJ Chantelle (ou Didier Chantelle). Il est également le fondateur du Showroom MAMA où il a travaillé quelques années.
Il est représenté par la Witzenhausen Gallery d'Amsterdam.

## Expositions personnelles
- A Sublime Resurrection, TBS Winiek Kijvelanden, Rhoon, Pays-Bas, novembre 2008.
- A Spiritual Moment after Battle, Artspace Witzenhausen, Art Amsterdam, Pays-Bas, mai 2007.

Il a également participé aux expositions collectives : A Free Entreprise, à la Van Abbehus-Peninsula, à Eindhoven en septembre 2008 ; The Urban Tendency, à Londres, en juillet 2008 ; Art Amsterdam, à Amsterdam, en mai 2008 ; Against Nature, à la Vegas Gallery de Londres, en 2008